# Diocèse de Vitoria
Le diocèse de Vitoria (en latin : Dioecesis Victoriensis ; en basque : Gasteizko elizbarrutia ; en espagnol : diócesis de Vitoria) est une Église particulière de l'Église catholique en Espagne.

## Présentation
Érigé en 1861, il couvre l'Alava, une des trois provinces de la communauté autonome du Pays basque.

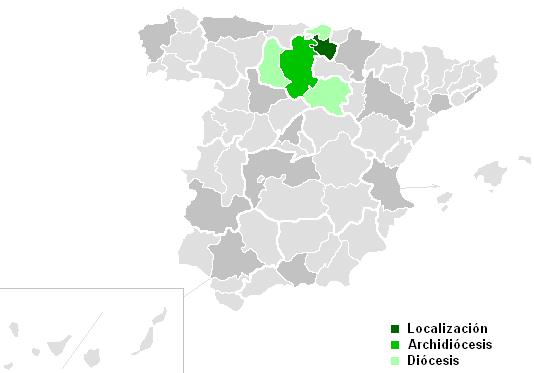
Localisation du diocèse.

Suffragant de l'archidiocèse métropolitain de Burgos, il relève de la province ecclésiastique éponyme.
Le siège du diocèse se trouve dans la ville de Vitoria-Gasteiz, où se trouvent la cathédrale Sainte-Marie-Immaculée de Vitoria ainsi que l'ancienne cathédrale. À Ognate  se trouve le sanctuaire d'Arantzazu.
En 2024, il y a 418 paroisses dans le diocèse. 

## Histoire
Au début du Moyen Âge, la région d'Álava était le siège d'un diocèse éponyme, attesté du IXe au XIe siècle, qui a ensuite été supprimé et absorbé par le diocèse de Calahorra (aujourd'hui diocèse de Calahorra et La Calzada-Logroño).
Le diocèse a été érigé le 8 septembre 1861 par la bulle In celsissima du pape Pie IX, reprenant le territoire de l'archidiocèse de Burgos et des diocèses de Calahorra et La Calzada, de Pampelune (aujourd'hui archidiocèse de Pampelune et Tudela) et de Santander. À l'origine, il comprenait les trois provinces basques.
En 1880, le séminaire diocésain a été inauguré, suivi du séminaire actuel en 1930.
Le 2 novembre 1949, en vertu de la bulle Quo commodius du pape Pie XII, elle cède les provinces de Biscaye et de Guipúzcoa en faveur de l'érection des diocèses de Bilbao et de Saint-Sébastien respectivement ; elle acquiert également le territoire de la commune de Condado de Treviño, qui appartenait auparavant au diocèse de Calahorra et La Calzada. À la même époque, saint Prudence de Tarazona (es) est proclamé patron principal du diocèse.